# 다나카 유스케 (1986년 4월)
다나카 유스케(일본어: 田中 裕介, 1986년 4월 14일 ~ )는 일본의 축구 선수이다.

## 구단 경력
그는 2005년부터 2021년까지 J리그의 요코하마 F. 마리노스, 가와사키 프론탈레, 세레소 오사카, 파지아노 오카야마에서 활동하였다.